# Grönländische Verfassungskommission
Die grönländische Verfassungskommission (dänisch Forfatningskommissionen; grönländisch Inatsit tunngaviusussaq pillugu Isumalioqatigiissitat) ist eine zwischen 2017 und 2023 bestehende Kommission, die die Aufgabe hat, eine Verfassung als Grundgesetz eines unabhängigen grönländischen Staats zu verfassen.

## Geschichte

### Vorgeschichte
Bereits 2007 brachte Johan Lund Olsen zwei Jahre vor Einführung der Selvstyre das Thema im Inatsisartut auf, was aber damals von der Regierung abgelehnt wurde, da es dafür noch zu früh sei.
Am 27. Oktober 2016 löste das Kabinett Kielsen II das Kabinett Kielsen I ab. Während die vorherige Koalition aus Siumut, Demokraatit und Atassut als mitte-rechts und antiseparatistisch eingestuft werden kann, war die neue Regierung aus Siumut, Inuit Ataqatigiit und Partii Naleraq deutlich links der Mitte und dank letzterer mit separatistischen Tendenzen ausgerichtet. Suka K. Frederiksen erhielt als erste das Ministerialressort für Unabhängigkeit. Am 18. November 2016 ließ die Regierung im Parlament einen Punkt über die Gründung einer Verfassungskommission auf die Tagesordnung setzen, welche bis zum 21. November fertigbehandelt werden sollte. Der Vorschlag wurde von vier der fünf Parteien gut aufgenommen, lediglich die Demokraatit kritisierten stark, dass der Vorschlag so schnell behandelt werden sollte und stimmte letztlich dagegen.
Es wurde beschlossen, dass in der Kommission je zwei Mitglieder der Siumut und der Inuit Ataqatigiit sitzen sollten, sowie je ein Mitglied der kleineren Parteien Demokraatit, Atassut und Partii Naleraq. Am 7. Februar 2017 wurde bekannt, dass der ehemalige Regierungschef und amtierende Parlamentspräsident Lars-Emil Johansen Vorsitzender der Kommission werden sollte. Dies führte erneut zu großer Kritik von Seiten der Demokraatit, die meinten, dass der Parlamentspräsident möglichst neutral sein und kein zweites Amt innehaben sollte. Obwohl der Wahlprüfungsausschuss des Parlaments am 3. März das Doppelamt genehmigte, wobei nur die Demokraatit dagegen stimmten, zog sich Lars-Emil Johansen am 8. März freiwillig zurück.

### Erste Kommission

#### Beginn der Arbeit (2017)
Am 27. April 2017 wurde die Kommission offiziell gegründet, wobei Vivian Motzfeldt Vorsitzende und Ane Hansen Vizevorsitzende wurde. Es wurde ein Kommissorium verfasst, dass die Rahmenbedingungen für die Aufgaben und Arbeit der Kommission festlegen sollte. Einige markante Punkte im Kommissorium waren folgende:
- Die Verfassung soll so geschrieben werden, dass ein Teil das für Grönland geltende dänische Grundgesetz ergänzen kann, während der Rest im Falle der Unabhängigkeit gültig wird.
- Um zu gewährleisten, dass sich die Verfassung innerhalb des Rahmens des dänischen Grundgesetzes befindet, soll das dänische Justitsministeriet in die Arbeit eingebunden werden.
- Es soll Fokus auf das Eingehen einer Freien Assoziierung mit einem anderen Land gelegt werden, wobei kein explizites Land genannt wurde.
- Die Kommission soll aus sieben Mitgliedern bestehen, die nach dem Wahlergebnis der letzten Parlamentswahl bestimmt werden und Mitglieder des Parlaments sein sollen. Dadurch führen Wahlen zu einer Neubesetzung der Kommission. Sofern ein Kommissionsmitglied nicht mehr Mitglied des Parlaments ist, muss es austreten, es sei denn die Regierung und das Kommissionspräsidium genehmigen eine Ausnahme.
- Die größte Partei wählt den Kommissionsvorsitzenden, die zweitgrößte Partei den Vizevorsitzenden.
- Es wird ein parlamentarischer Ausschuss für die Verfassungskommission gegründet.
- Die Arbeit in der Verfassungskommission geschieht unentgeltlich.
- Es könnten zwei bis vier externe Berater der Kommission beigeordnet werden. Daneben können andere Personen auf freierer Basis in die Arbeit einbezogen werden.
- Die Bevölkerung hat das Recht Vorschläge einzusenden. Daneben sollen physische und digitale Kommunikationsmöglichkeiten geschaffen werden.
- Für die Arbeit der Kommission soll ein Sekretariat geschaffen werden.
- Die Kommission soll vorläufig zwei bis drei Jahre arbeiten, bevor ein Vorschlag fertiggestellt sein soll. Die Regierung kann den Zeitplan notfalls verlängern.
- Die Kommission wird durch den grönländischen Haushaltsplan finanziert.

Der erste Punkt sorgte für Kritik von Vivian Motzfeldt, da der Gesetzesausschuss im November 2016 beschlossen hatte, dass ausschließlich eine Verfassung für einen unabhängigen grönländischen Staat geschrieben werden sollte. Letztlich gab Vivian Motzfeldt nach und akzeptierte den Beschluss der Regierung. Der dänische Staatsminister Lars Løkke Rasmussen gab zudem zu verstehen, dass die Akzeptanz der Verfassung de facto eine Unabhängigkeitserklärung wäre. Obwohl die Regierung beschlossen hatte, dass dem Kommissorium strikt zu folgen ist, wurde Ende 2017 beschlossen, Vivian Motzfeldt eine Dienstwohnung zu bezahlen, obwohl gemäß dem Kommissorium keine finanziellen Vorteile mit der Arbeit in der Kommission einhergehen. Staatsminister Lars Løkke Rasmussen äußerte im Januar 2018, dass man von dänischer Seite aus erst über eine Freie Assoziierung sprechen wollte, nachdem Grönland sich im Rahmen des Selvstyregesetzes für unabhängig erklärt habe, aber ein direkter Übergang von Selvstyre in Freie Assoziierung nicht möglich sei.
Die Kommission hielt am 19. Mai 2017 ihre erste Sitzung ab und am 26. Mai die zweite, wobei beide Sitzungen in Nuuk stattfanden. Am 2. und 5. August traf sich die Kommission in der isländischen Hauptstadt Reykjavík zum dritten Mal, wobei bei Premierminister Guðni Th. Jóhannesson Erfahrungen zur isländischen Verfassungsgeschichte eingeholt wurden. Am 6. Oktober fand das vierte Treffen statt.

#### Abbruch der Arbeit, Wiederaufnahme und Neuwahlen (2018)
Das fünfte Treffen hätte am 5. November 2017 stattfinden sollen. Die Kommission brach jedoch ihre Arbeit mit der Begründung ab, nicht zu wissen, wer das Recht hat Kommissionsmitglied zu sein. Die Vizevorsitzende Ane Hansen war im Parlament beurlaubt worden, da sie zur Bürgermeisterin der neuen Kommune Qeqertalik ernannt worden war, während Mala Høy Kúko, der Vertreter der Atassut, zur Siumut gewechselt war. Im Januar 2018 beschloss Ministerin Suka K. Frederiksen, dass Ane Hansen und Mala Høy Kúko die Kommission verlassen sollten. Da die Atassut durch den Parteiwechsel nicht mehr im Parlament vertreten war, verringerte sich die Zahl der Kommissionsmitglieder auf sechs.
Am 11. Januar 2018 nahm die Kommission ihre Arbeit wieder auf. Das zweite Treffen des Jahres fand am 17. Januar statt, wobei erstmals dem Kommissorium gemäß vier Beigeordnete ernannt wurden. Zudem wurden zwei Arbeitsgruppen gegründet: die Arbeitsgruppe für Verfassungsrecht, Völkerrecht und Finanzen und die Arbeitsgruppe für Menschen- und Bürgerrechte und Kultur. Die dritte Sitzung fand am 7. Februar statt. Vom 16. bis zum 19. Februar fand in Ilulissat die vierte Sitzung sowie ein Seminar und eine Bürgerversammlung. Dabei wurden Nivi Olsen, Per Rosing-Petersen und Mininnguaq Kleist in die erste Arbeitsgruppe und Mimi Karlsen, Debora Kleist, Leif Fontaine und Karla Jessen Williamson in die zweite Arbeitsgruppe berufen. Am 5. März 2018 wurden Neuwahlen ausgeschrieben, woraufhin die Kommission ihre Arbeit vorübergehend einstellte.
Während des Wahlkampfs war die Verfassungskommission ein zentrales Thema, wobei von allen Seiten große Kritik ausgeübt wurde. Die Vorsitzende der Inuit Ataqatigiit, Sara Olsvig, forderte einen Neustart der Kommission mit neuem Kommissorium. Regierungschef Kim Kielsen sah ebenfalls Probleme in der Arbeit, aber keinen größeren Handlungsbedarf. Die Vorsitzende der Demokraatit, Randi Vestergaard Evaldsen meinte hingegen, dass die ganze Kommission sinnlose Geldverschwendung sei und forderte ihre Auflösung. Nach der Parlamentswahl am 25. April 2018 wurde am 15. Mai das Kabinett Kielsen III gebildet. Da Vivian Motzfeldt einen Ministerposten erhielt, musste sie aus der Kommission austreten, die somit keine Vorsitzende mehr hatte. Das 2016 zwecks Gründung der Kommission neugeschaffene Ministerium für Unabhängigkeit wurde nicht weitergeführt und die Verantwortung für die Verfassungskommission ging an Innenminister Vittus Qujaukitsoq über. Die fehlende Wiederaufnahme der Kommissionsarbeit oder Ernennung neuer Mitglieder nach der Wahl sorgte für Kritik an der Regierung, vor allem von Seiten der Inuit Ataqatigiit und der Demokraatit, die die Opposition bildeten. Vittus Qujaukitsoq gab kurz darauf bekannt, dass die bisherige Arbeit ausgewertet werden und bei Bedarf ein neues Kommissorium verfasst werden sollte. Wegen des stark verzögerten Zeitplans sei zudem die Weiterarbeit der Kommission von der Bewilligung des Haushaltsplans für 2019 abhängig.

### Zweite Kommission

#### Beginn der Arbeit (2019)
Die im Mai 2018 gebildete Regierung zerbrach bereits im Oktober desselben Jahres und wurde durch das Kabinett Kielsen IV abgelöst. Am 22. März 2019 beschloss die Regierung die Fortführung der Verfassungsarbeit und am 29. März wurde das neue Kommissorium veröffentlicht. Am 28. Mai 2019 wurde die neue Kommission offiziell gegründet und ein zweites Kommissorium veröffentlicht. Dieses enthielt einige Änderungen:
- Die Kommission soll eine Verfassung entwerfen, die mit der Unabhängigkeit Grönlands in Kraft tritt.
- Die Kommission soll aus sieben Mitgliedern bestehen, wobei jede der sieben im Parlament vertretenen Parteien zwei Kandidaten nominiert, von denen je einer von der Regierung ausgewählt wird, sodass Geschlechtergleichheit in der Kommission besteht. Der andere Kandidat fungiert als Stellvertreter.
- Beigeordnete können von der Regierung, von den Oppositionsparteien und von der Kommission selbst ernannt werden.
- Die Kommissionsarbeit soll zum 21. Juni 2021, dem Nationalfeiertag im Jahr des 300. Jahrestags der Kolonisierung Grönlands, abgeschlossen werden.

Vor allem die Tatsache, dass nun nur noch ein Verfassungsvorschlag für die Unabhängigkeit erarbeitet werden sollte, so wie es Vivian Motzfeldt beabsichtigt hatte, sorgte für Aufmerksamkeit. Möglicherweise war die Arbeit unter ihr dem damaligen Kommissorium widersprechend lediglich mit Hinblick auf eine Verfassung für die Unabhängigkeit ausgerichtet gewesen. Zudem war die Mitgliedschaft im Inatsisartut fortan nicht mehr notwendig, um der Verfassungskommission anzugehören.
Nach ihrer Gründung traf sich die Kommission zu mehreren Seminaren, bevor sie ihre Verfassungsarbeit im August 2019 mit einem Treffen begann. Am 30. August wurde beschlossen, dass drei Arbeitsgruppen mit je drei Mitgliedern für die sieben Kommissionsmitglieder und die zwei Beigeordneten gegründet werden sollten. Die Arbeitsgruppe für Regierungsformen bestand aus Per Rosing-Petersen, Kuupik Kleist und Rosannguaq Rossen, die Arbeitsgruppe für Rechte und Pflichten bestand aus Anita Hoffer, Panínguaĸ M. Kruse und Nivi Olsen und die Arbeitsgruppe für außen- und sicherheitspolitische Fragen bestand aus Aleqa Hammond, Daniel Thorleifsen und Doris J. Jensen. Die Arbeitsgruppen trafen sich fortan mehrere Male, während die Kommission plante, sich erst 2020 wieder gemeinsam zu treffen.

#### Erneuter Abbruch der Arbeit (2019)
Am 14. November 2019 beschloss die Regierung, dass die Kommissionsmitglieder entgegen der Aussage im Kommissorium ab dem 1. Januar 2020 Lohn für ihre Arbeit erhalten sollten. Zudem zeigte sich, dass der geschichtsträchtige Termin am 21. Juni 2021 nicht eingehalten werden könnte, sodass die Arbeit am 1. Januar 2022 abgeschlossen werden sollte. Es hieß, dass dies ein einstimmiger Wunsch vom Kommissionspräsidium gewesen war, dem entsprochen worden war, sodass die Kommission deutlich mehr Geld im Haushaltsplanentwurf für 2020 erhielt. Zugleich wurden Sparmaßnahmen und erhöhte Zölle eingeführt, was zu Protesten bei der Bevölkerung führte. Auch Nivi Olsen widersprach, dass dies ein Wunsch der Kommission gewesen sei. Aus Protest zog die Suleqatigiissitsisut zudem ihre Vertreterin Anita Hoffer aus der Kommission zurück, auch begründet mit dem mangelhaften Fortschritt in der Kommissionsarbeit. Finanzminister Vittus Qujaukitsoq revidierte daraufhin seinen Plan, sodass die Kommissionsmitglieder doch keinen Lohn erhalten sollten, da ohne Nivi Olsen und die Demokraatit keine Mehrheit für den Beschluss des Haushaltsplans vorhanden gewesen wäre. Die Kommissionsvorsitzende Doris J. Jensen klagte über die Kritik, der die Kommission ausgesetzt wurde, und schlug vor, dass sie nicht mit Politikern besetzt werden sollte, lobte aber ansonsten die gute Arbeit der Kommission. Am 25. November trat sie zurück, wie aber erst vier Tage später bekannt wurde. Dies begründete sie damit, dass sie der Meinung war, dass die Arbeit der Kommission nicht entsprechend gewürdigt und prioritiert würde und sie nicht gleichzeitig Abgeordnete und Kommissionsvorsitzende sein könnte. Es blieb unklar, ob es sich auch um einen Protest dagegen handelte, keinen Lohn erhalten zu haben.
Die Atassut forderte anschließend die Auflösung der Kommission, da die Partei diese als Geldverschwendung ansah. Die Inuit Ataqatigiit schlug ebenfalls vor, die Kommission nicht mehr mit Politikern zu besetzen, um das Vertrauen in die Kommission zu stärken. Der Vizevorsitzende Kuupik Kleist schloss sich zudem Doris J. Jensens Kritik an und sagte aus, dass er sich gemeinsam mit ihr bei Vittus Qujaukitsoq beschwert hatte. Nach dem Rücktritt von Doris J. Jensen entstand zudem Unklarheit darüber, wer neuer Vorsitzender werden sollten. Per Kommissorium sollte im Falle des Ausscheidens eines Mitglieds dessen Stellvertreter eintreten, wobei dieser als Vertreter der größten Partei automatisch Vorsitzender werden würde. Offenbar bestand jedoch kein Interesse, dass Stellvertreter Suinni L. Johansen, Sekretariatschef der Siumut im Folketing neuer Vorsitzender würde.

#### Wiederaufnahme der Arbeit (2020)
Im Januar 2020 wurde Ineqi Kielsen als neuer Vorsitzender ausgewählt und am 6. Februar offiziell ernannt. Im März wurde im Zuge der COVID-19-Pandemie in Grönland ein Lockdown über Nuuk verhängt und bis Ende April blieb der Verkehr eingeschränkt, sodass die Kommission ihre Arbeit nicht wieder aufnehmen konnte. Dies geschah erst am 14. Mai 2020. Nach einer weiteren Sitzung am 20. Mai begannen sich die drei Arbeitsgruppen wieder zu treffen. Nachdem die Atassut im Januar noch gesagt hatte, in der Kommission bleiben zu wollen, zog sie sich am 12. Juni 2020 zurück, da sie die Unabhängigkeit nicht unterstützte. Zugleich forderte die Partei ein weiteres Mal dazu auf, die Kommission aufzugeben. Panínguaĸ M. Kruse weigerte sich daraufhin zurückzutreten, da ihre Partei die Entscheidung zuvor nicht mit ihr abgesprochen hatte und sie ihre Arbeit in der Kommission gerne fortsetzen wollte. Vittus Qujaukitsoq hielt jedoch fest, dass sie als Parteivertreterin mit dem Austritt der Partei ihren Platz verloren hatte. Im August 2020 einigten sich die Kommission und das Oqaasileriffik darauf, neue grönländische Wörter im Themenbereich Verfassungswesen zu schaffen, die bisher fehlten. Erst am 9. November wurde wieder eine Sitzung mit der ganzen Kommission abgehalten, das vierte des Jahres und das erste seit dem 18. Juni, wobei das Kommissionspräsidium sich jedoch zweiwöchentlich traf. Die Arbeitsgruppen hatten sich bis Jahresende regelmäßig, meist ein- bis zweimal im Monat getroffen. Im Herbst 2020 begann die Kommission mit einer Informationskampagne für die Bevölkerung und gab hierzu unter anderem ein Informationsheft heraus. Da sich zeigte, dass auch der 1. Januar 2022 nicht eingehalten werden konnte, wurde die Arbeitszeit der Kommission Anfang 2021 auf den 31. Dezember 2022 verlängert.

#### Neuwahlen (2021)
Im Februar 2021 zerbrach das Kabinett Kielsen VI und es wurden Neuwahlen ausgeschrieben. Bereits vor der Parlamentswahl am 6. April 2021 wurde festgestellt, dass das Kommissorium auf eine Weise formuliert war, die nicht beachtete, dass sich die Zahl an im Parlament vertretenen Parteien nach einer Wahl ändern könnte, sodass damit zu rechnen war, dass erneut Diskussionen dazu entstehen könnten, wer in der Kommission sitzen darf. Die Siumut verlor bei der Wahl die Mehrheit und musste sich der Inuit Ataqatigiit geschlagen geben. Dies führte dazu, dass letztere nun berechtigt war, den Kommissionsvorsitzenden zu stellen. Nach der Wahl wurde die Kommission zudem vom Finanzministerium zum Departement des Regierungschefs versetzt. Die Nunatta Qitornai war nicht wiedergewählt worden, sodass deren Mitglied ausgeschieden war und da Pele Broberg nach der Wahl zum Minister ernannt worden war, war er ebenfalls ausgeschieden. Die Kommission hatte somit nur noch drei Mitglieder. Bis Jahresende bat die Regierung nicht um die Einstellung neuer Mitglieder durch die Parteien, weswegen die Kommission während des Jahres 2021 de facto nicht aktiv war. Während der Herbstsitzung 2021 wurde im Parlament von der Atassut ein Vorschlag zum Abbruch der Kommissionsarbeit eingereicht. Da klar war, dass die Mehrheit der Parteien hieran kein Interesse hatte, wurde der Vorschlag als Provokation gewertet, um eine Debatte auszulösen.

#### Erneute Wiederaufnahme der Arbeit (2022)
Erst Ende Dezember 2021 wählte die Regierung neue Kommissionsmitglieder aus, um die Arbeit nach knapp einem Jahr Pause wieder aufzunehmen, wobei Kuupik Kleist den Vorsitz von Ineqi Kielsen übernahm. Nachdem es ursprünglich hieß, dass die Verfassungskommission sich bei Bürgerversammlungen mit der Bevölkerung treffen sollte, um Vorschläge für die Verfassung einzuholen, wurde dieser Punkt Anfang 2022 wegen des großen Zeitdrucks gestrichen, was für Kritik sorgte. Stattdessen erhielt die Bevölkerung die Möglichkeit, online Vorschläge einzusenden.
Der Vorschlag der Atassut, die Verfassungsarbeit einzustellen, war im Herbst 2021 nicht fertigbehandelt worden, sodass das Thema am 26. April 2022 im Parlament wieder aufgenommen wurde. Am selben Tag war bekannt geworden, dass Kuupik Kleist nach nur rund vier Monaten zurücktrat, weigerte sich aber vor Beendigung der Parlamentsdebatte Gründe zu nennen. Die Kommission bat zudem um ein weiteres halbes Jahr zur Beendigung der Arbeit. Nachdem die Demokraatit im Herbst noch geäußert hatten, dass die Kommissionsarbeit nun nicht mehr abgebrochen werden könnte, weil bereits so viel Geld investiert worden war, stimmte die Partei gemeinsam mit der Atassut für den Vorschlag, der aber von den übrigen Parteien verworfen wurde. Kurz darauf gab Kuupik Kleist bekannt, dass Zusammenarbeitsprobleme und Unklarheit über die Aufgaben der Kommissionsmitglieder sowie die fehlende Konstanz in der Besetzung der Grund für seinen Rücktritt waren. Unter dem Vizevorsitzenden Ineqi Kielsen nahm die Kommission im Mai 2022 wieder ihre Arbeit auf, wobei nur noch drei Mitglieder übrig waren. Dabei hieß es, dass der Großteil der Arbeit mittlerweile abgeschlossen war. Dabei wurde beschlossen, die drei Arbeitsgruppen aufzulösen und gemeinsam fertigzuarbeiten.

#### Abschluss der Arbeit (2023)
Im Januar 2023 gab die Kommission bekannt, ihre Arbeit zum 1. April 2023 abzuschließen. Da die Bevölkerung nicht in den Prozess einbezogen worden war, soll im April eine öffentliche Debatte mit der Bevölkerung stattfinden. Zudem soll das Parlament über den weiteren Verlauf entscheiden und beschließen, was mit dem Verfassungsvorschlag geschehen soll. Am 31. März 2023 überreichte Ineqi Kielsen den Verfassungsentwurf an Regierungschef Múte B. Egede. Am 28. April wurde er zeremoniell dem Inatsisartut übergeben und der Öffentlichkeit präsentiert.

## Verfassungsrechtliche Problematik
Die für Grönland geltende Verfassung ist seit 1953 das dänische Grundgesetz, de facto erweitert um das 2009 eingeführte Selvstyregesetz, das das 1979 eingeführte Hjemmestyregesetz ablöste. Das Selvstyregesetz gibt Grönland das Recht ein unabhängiger Staat zu werden. Hierfür müssen Verhandlungen zwischen der grönländischen und der dänischen Regierung aufgenommen werden. Nach der Vereinbarung eines Abkommens muss das grönländische Parlament und das dänische Parlament dieses anerkennen, woraufhin eine Volksabstimmung unter dem „grönländischen Volk“ die Unabhängigkeit beschließt. Grönland hat damit zu jedem Zeitpunkt das Recht den Prozess einzuleiten und darf darin von dänischer Seite nicht gehindert werden. Es wird nicht davon ausgegangen, dass keine Einigkeit zwischen den Parteien erzielt werden kann. Dass sowohl Grönland als auch die Färöer in den 2010er Jahren verfassungsvorbereitende Arbeiten begannen, wurde von dänischer Seite aus 2018 anerkannt. Die Färöer hatten bereits 2010 einen ersten Verfassungsvorschlag vorgelegt, woraufhin eine Debatte darüber entstand, inwieweit diese mit dem dänischen Grundgesetz vereinbar sei. Hierbei hieß es einerseits, dass die Färöer und Grönland mit eigenen Verfassungen innerhalb des dänischen Grundgesetzes arbeiten dürfen, andererseits, dass eine Verfassung, die sich außerhalb dieses Rahmens bewegt und zur Abstimmung gebracht wird, de facto eine einseitige Unabhängigkeitserklärung ist. Diese würde von Dänemark anerkannt werden, wobei schnellstmöglich politische Verhandlungen folgen müssten. Dies würde auch gelten, wenn darüber abgestimmt würde, dass die Verfassung erst zu einem späteren Zeitpunkt inkrafttreten solle. Der ursprüngliche Plan, eine zweiteilige Verfassung für Grönland zu schaffen, die in zwei Teilen inkrafttreten sollte, wurde von dänischer Seite aus abgelehnt.
Ein weiteres Problem beim Beschluss grönländischer Unabhängigkeit ist die fehlende Definition für das „grönländische Volk“, da sowohl Grönländer (im Sinne von Kalaallit) als auch Dänen die dänische Staatsbürgerschaft haben. Möglicherweise kann als Grundlage das Wahlrecht für grönländische Parlamentswahlen angenommen werden, wobei dieses alle erwachsenen dänischen Staatsbürger mit Wohnsitz in Grönland während der letzten sechs Monate umfasst. Dies würde einen großen Teil der Dänen in Grönland, nicht aber die rund 20.000 Grönländer in Dänemark umfassen. Vor allem Pele Broberg pocht in der grönländischen Politik auf die Klärung der Frage, wer bei einer Volksabstimmung wahlberechtigt wäre. Auf seine als skandalös bewertete Aussage im September 2021, dass nur ethnische Grönländer wahlberechtigt sein sollten, reagierte Regierungschef Múte B. Egede mit seiner Entlassung als grönländischer Außenminister. Es wird angenommen, dass die Mehrheitsmeinung in Grönland ist, dass ungeachtet der ethnischen Zugehörigkeit alle mit Wohnsitz in Grönland die gleichen Rechte haben.

## Mitglieder

### Kommission
Die ursprüngliche Besetzung der Kommission war wie folgt:
- Vivian Motzfeldt (Siumut), Vorsitzende
- Ane Hansen (Inuit Ataqatigiit), Vizevorsitzende
- Jess Svane (Siumut)
- Mimi Karlsen (Inuit Ataqatigiit)
- Per Rosing-Petersen (Partii Naleraq)
- Mala Høy Kúko (Atassut)
- Nivi Olsen (Demokraatit)

Die Demokraatit hatten sich ursprünglich noch geweigert, ein Mitglied zu ernennen. Im Januar 2018 mussten Ane Hansen und Mala Høy Kúko die Kommission verlassen, da Ane Hansen nicht mehr im Parlament saß und Mala Høy Kúko seine Partei verlassen hatte. Debora Kleist wurde Ane Hansens Nachfolgerin, während die Atassut nicht mehr im Parlament vertreten war und deswegen kein Mitglied mehr ernennen durfte, womit die Kommission anschließend nur noch sechs Mitglieder hatte. Mimi Karlsen übernahm das Amt der Vizevorsitzenden von Ane Hansen. Im Februar 2018 trat Jess Svane freiwillig aus.
Folgende Kommissionsmitglieder wurden für die zweite Kommission ausgewählt:
- Doris J. Jensen (Siumut), Vorsitzende
- Kuupik Kleist (Inuit Ataqatigiit), Vizevorsitzender
- Nivi Olsen (Demokraatit)
- Per Rosing-Petersen (Partii Naleraq)
- Bentiaraq Ottosen (Atassut)
- Aleqa Hammond (Nunatta Qitornai)
- Looqi Sigurdsen (Suleqatigiissitsisut)

Looqi Sigurdsen wurde kurz darauf durch seine Stellvertreterin Anita Hoffer ersetzt. Bentiaraq Ottosen trat bereits im Juni 2019 zurück, um eine Ausbildung in Dänemark zu beginnen und wurde von seiner Stellvertreterin Panínguaĸ M. Kruse abgelöst. Am 20. November 2019 verließ die Suleqatigiissitsisut die Kommission. Doris J. Jensen trat am 25. November 2019 zurück und wurde durch Ineqi Kielsen ersetzt. Am 12. Juni 2020 trat die Atassut aus der Kommission aus. Im Juli 2020 trat Per Rosing-Petersen zurück und wurde im September durch Pele Broberg ersetzt. Nivi Olsen trat am 11. Dezember 2020 aus der Kommission zurück und wurde durch Jens-Erik Kirkegaard ersetzt. Aleqa Hammond schied im April 2021 aus, da ihre Partei nicht wiedergewählt worden war, und Pele Broberg schied zugleich aus, da er zum Minister ernannt worden war.
Ende Dezember 2021 wurde die Kommission mit neuen Mitgliedern bestückt:
- Kuupik Kleist (Inuit Ataqatigiit), Vorsitzender
- Ineqi Kielsen (Siumut), Vizevorsitzender
- Simigaq Heilmann (Demokraatit)
- Mari Kleist (Naleraq)

Kuupik Kleist trat am 26. April 2022 zurück, woraufhin Ineqi Kielsen wieder den Vorsitz übernahm. Simigaq Heilmann nahm nicht an der Kommissionsarbeit teil und wurde durch ihren Stellvertreter Jens-Erik Kirkegaard ersetzt.

### Beigeordnete
Anfang 2018 wurden vier Beigeordnete ernannt:
- Mininnguaq Kleist, grönländischer Repräsentationschef in der EU
- Leif Fontaine, ehemaliger Vorsitzender von KNAPK
- Karla Jessen Williamson, Anthropologin an der University of Saskatchewan
- Ejner Grønvold, Beamter

Ejner Grønvold trat im März 2018 freiwillig zurück.
Zwei Beigeordnete wurden anfangs für die zweite Kommission ausgewählt:
- Rosannguaq Rossen, Anthropologin am Ilisimatusarfik
- Daniel Thorleifsen, Direktor des Grönländischen Nationalmuseums und -archivs

Anfang 2020 wurden zudem folgende Beigeordnete in die Kommission aufgenommen:
- Mininnguaq Kleist, grönländischer Repräsentationschef in der EU
- Lida Skifte Lennert, grönländische Repräsentationschefin in Dänemark
- Skúli Magnússon, Jurist an der Háskóli Íslands

Im September 2020 wurden zwei weitere Beigeordnete ausgewählt:
- Inuuteq Holm Olsen, grönländischer Repräsentationschef in den USA
- Sara Olsvig, Politikwissenschaftlerin am Ilisimatusarfik

Alle Beigeordneten verließen die Kommission zum Jahreswechsel 2022/23.

### Sekretariat
Sekretariatsleiter war ab Juli 2017 Johan Lund Olsen. Kelly Berthelsen diente dem Sekretariat als Übersetzer. Johan Lund Olsen trat nach drei Jahren zurück und wurde am 1. Juni 2020 von Karen Kiær Jakobsen abgelöst.